# Synagogue de Schalbach
La synagogue de Schalbach est une synagogue située dans la commune française de Schalbach dans le département de la Moselle dans le Grand Est.

## Histoire
Elle a été construite en 1802. La synagogue est située dans la rue des Juifs.
La synagogue a été dévastée par les forces d'occupation allemandes pendant la Seconde Guerre mondiale et a été utilisée comme entrepôt ou garage après 1945. Pour cela, les grandes portes ont été brisées dans la façade. Les fenêtres d'origine à arc en plein cintre sont encore bien visibles. 

## Voir aussi

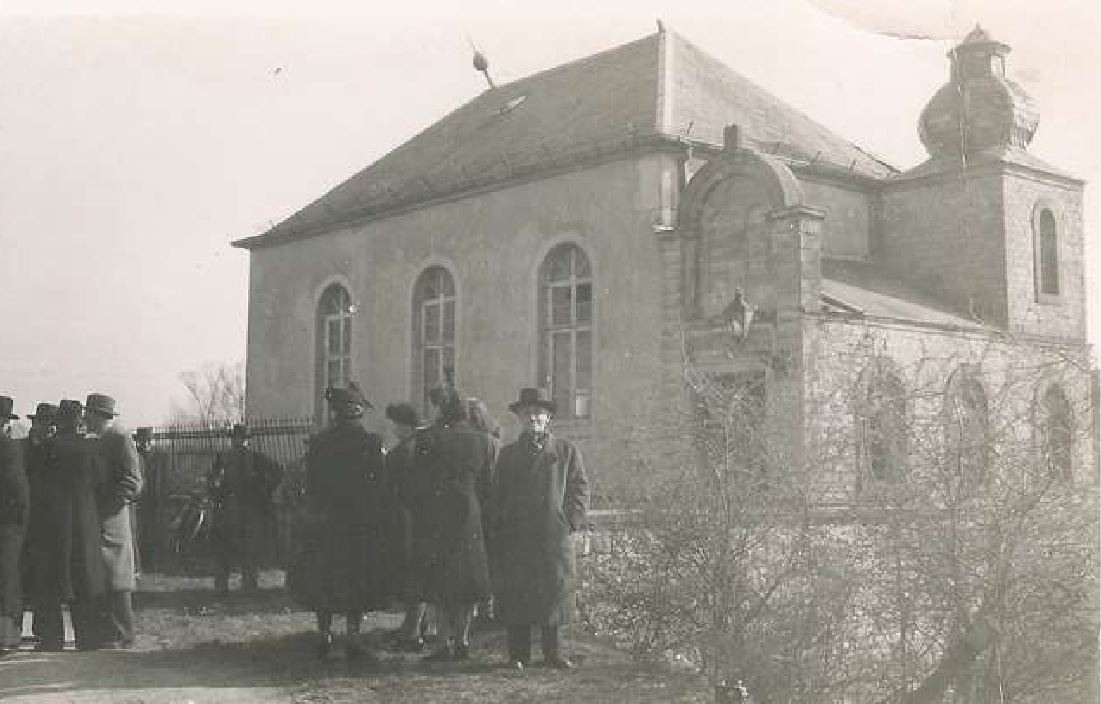